# Dasygnypeta velata
Dasygnypeta velata är en skalbaggsart som först beskrevs av Wilhelm Ferdinand Erichson 1837.  Dasygnypeta velata ingår i släktet Dasygnypeta, och familjen kortvingar. Arten är reproducerande i Sverige.